# Catweasel-Controller

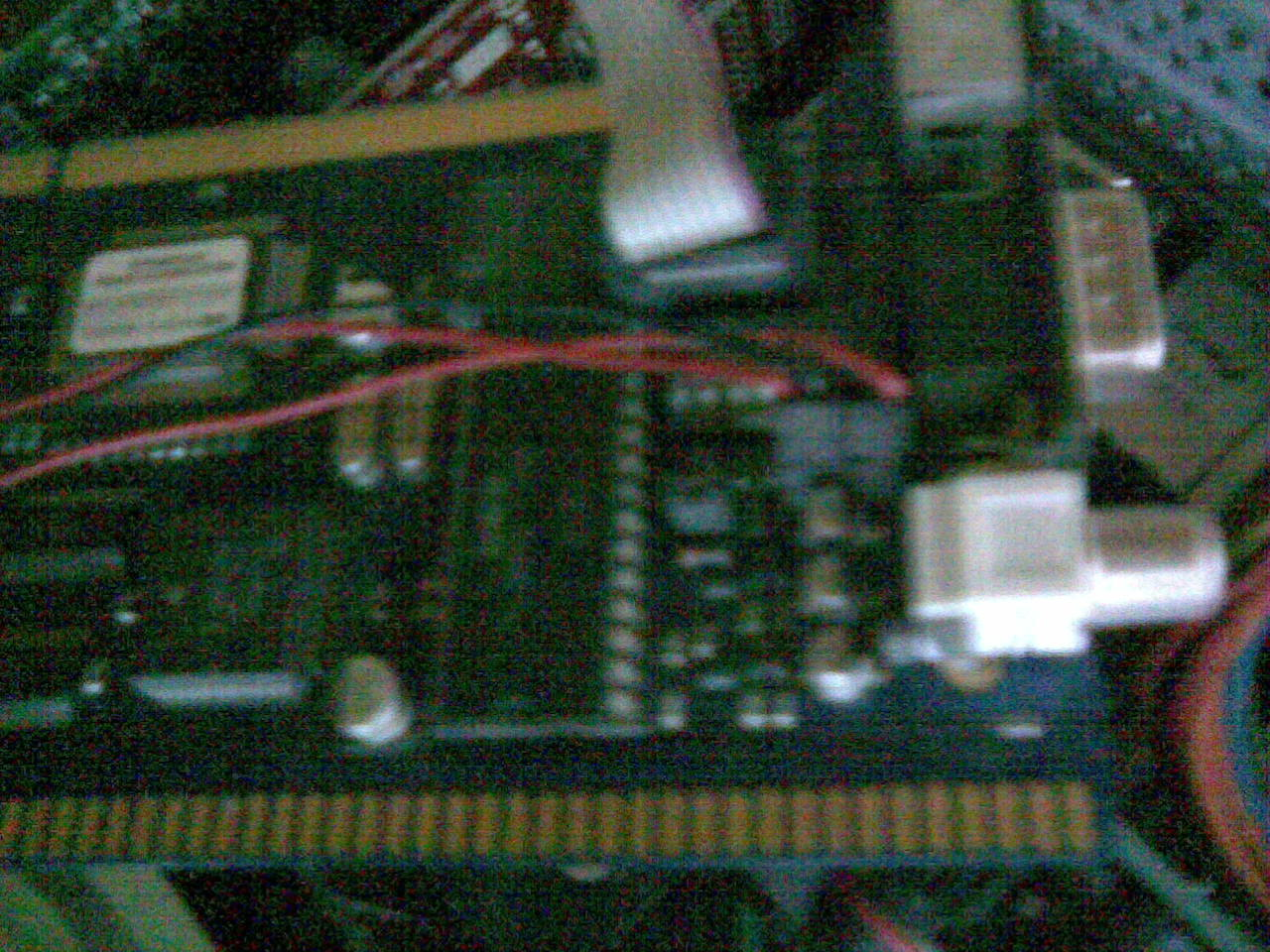
Ausschnitt eines Mk3 mit Audio-Verkabelung

Der Catweasel-Controller ist ein spezieller Diskettencontroller, mit dessen Hilfe nahezu jedes Diskettenformat les- und schreibbar ist.
Der Catweasel bietet einen Anschluss für Diskettenlaufwerke mit Shugart-Bus (u. a. normale PC-Diskettenlaufwerke). Im Gegensatz zu dem standardmäßigen PC-Diskettencontroller ist der Catweasel frei programmierbar und erlaubt es daher, auch ungewöhnliche Diskettenformate zu verarbeiten. Mit seiner Hilfe lassen sich zum Beispiel auch Disketten vom Commodore C64, Commodore Amiga, Apple II und auch vom alten Apple Macintosh lesen und beschreiben.
Die einzigen Formate, die auch mit diesem Controller nicht nutzbar sind, sind solche, die einen nicht standardmäßigen Spurabstand verwenden, etwa das 100-tpi-Format des Commodore SFD1001 Laufwerks. Hier hilft auch der beste Controller nichts, da sich die Spuren dieser Formate mit einem PC-Diskettenlaufwerk nicht exakt anfahren lassen.

## Modellreihe

### Catweasel ISA
Für PC, Alpha AXP und BeBox. Alpha-AXP-Treiber gibt es nur für Linux. Es werden nur I/O-Adressen belegt, die Hardware benötigt kein DMA und IRQ.

### Catweasel MK2
Der MK2 existiert für den Amiga 1200 und Amiga 4000. Beim A1200-Anschluss an den Uhrenport und beim A4000 wird er in den IDE-Port eingeschleift. Wird die Hardware an den A1200-Uhrenport angeschlossen, ist es möglich, an den lokalen Expansionsport des Catweasel MK2 das I/O Modul „HyperCom 3 plus“ anzuschließen. Für die Backup-Software Diavolo gibt es ein Update, um Backups auf XTRA-HD-Disketten (2380 KByte pro Disk) anlegen zu können.

### Catweasel ZII S-Class/Catweasel ZII MK2
Der Zorro-Catweasel vereint die Produkte Buddha (IDE-Controller für alle Amigas mit Zorro-Slots) und Catweasel MK2. Der Buddha hat noch einen weiteren IDE-Port.

### Catweasel MK3 PCI/Flipper
PCI-Karte für PC, Mac und AmigaOne. Flipper bedeutet, dass die Karte eine Flip-Karte ist. Neben dem 5-V-PCI-Anschluss ist auf der anderen Seite ein Anschluss für den Zorro-Slot. Zusätzlich gibt es noch die Möglichkeit für den Anschluss an den Uhrenport eines A1200. Auf der Karte sind zwei Anschlüsse für Digital-Joysticks und Paddles (9-poliger Sub-D-Anschluss). Auf der Karte kann ein Original SID-Chip vom Commodore C-64 eingesetzt werden. Eine Zusatzschaltung des MK3 ermöglicht bei neueren SID-Chips (8580) auch die Ausgabe der vierten Stimme, die bei älteren SID-Chips (6581) nur mit einem Software-Trick aktiviert werden konnte. Wird der MK3 an den internen CD-Eingang einer Soundkarte angeschlossen, wird die vierte Stimme auf Wunsch auf einem separaten Kanal ausgegeben. Der MK3 verwendet den Commodore-Chip 8701 für den Takt.

### Catweasel MK4 (plus) PCI
Die Karte ist mit 63,5 mm Höhe kleiner geworden im Vergleich zu den Vorgängern und hält damit den Low-profile PCI-Standard ein, was für flache Computergehäuse wichtig sein kann. Es besteht im Gegensatz zum MK3 nur noch die Möglichkeit zum Anschluss an PCI. Es sind viele neue Funktionen hinzugekommen, zum Beispiel die Unterstützung von Auto-eject-Laufwerken ohne eigenen Auswurfknopf, wie sie beim Apple Macintosh verwendet werden. Es gibt zwei PS/2-Anschlüsse, zum Beispiel für Maus und Tastatur. Die CD³²-Gamepads werden vollständig unterstützt, sowie ein zweiter SID-Chip, der MK3 kann nur einen SID-Chip aufnehmen. Der MK4 ist zusätzlich für 3,3-V-PCI-Slots ausgelegt.